# Premis Oscar de 1942
Els Premis Oscar de 1942 (en anglès: 15th Academy Awards) foren presentats el 4 de març de 1943 en una cerimònia realitzada a l'Hotel Ambassador de Los Angeles. La cerimònia presentada per Bob Hope.

## Curiositats
La pel·lícula Mrs. Miniver de William Wyler es convertí en el segon film en aconseguir una nominació en totes les categories d'actors després de My Man Godfrey de Gregory La Cava (1936), i el primer film a aconseguir cinc nominacions per als seus actors. En la cerimònia d'entrega dels guardons, Greer Garson, guardonada com a millor actriu per Mrs Miniver, realitzà en discurs d'agraïment més llarg de la història dels premis amb una durada de gairebé 6 minuts.
En aquesta edició en la categoria de Millor documental hi hagueren 4 documentals guardonats, un fet que no ha tornat a passar més a la història.
El compositor Irving Berlin fou l'encarregat de presentar el premi a la millor cançó original, un premi que recaigué en la cançó "White Christmas" de la pel·lícula Holiday Inn, que ell mateix havia compost.

## Premis
| Millor pel·lícula | Millor director |
| --- | --- |
| - Mrs. Miniver - 49th Parallel - Kings Row - L'orgull dels ianquis - Els magnífics Amberson - The Pied Piper - Random Harvest - The Talk of the Town - Wake Island - Yankee Doodle Dandy | - William Wyler per Mrs. Miniver - Michael Curtiz per Yankee Doodle Dandy - John Farrow per Wake Island - Mervyn LeRoy per Random Harvest - Sam Wood per Kings Row |
| Millor actor | Millor actriu |
| - James Cagney per Yankee Doodle Dandy com a George M. Cohan - Ronald Colman per Random Harvest com a Charles Rainier - Gary Cooper per L'orgull dels ianquis com a Lou Gehrig - Walter Pidgeon per Mrs. Miniver com a Clem Miniver - Monty Woolley per The Pied Piper com a Howard | - Greer Garson per Mrs. Miniver com a Kay Miniver - Bette Davis per Now, Voyager com a Charlotte Vale - Katharine Hepburn per Woman of the Year com a Tess Harding - Rosalind Russell per My Sister Eileen com a Ruth Sherwood - Teresa Wright per L'orgull dels ianquis com a Eleanor Gehrig |
| Millor actor secundari | Millor actriu secundària |
| - Van Heflin per Johnny Eager com a Jeff Hartnett - William Bendix per Wake Island com a soldat Aloysius K. Randall - Walter Huston per Yankee Doodle Dandy com a Jerry Cohan - Frank Morgan per Tortilla Flat com a El Pirata - Henry Travers per Mrs. Miniver com Mr Ballard | - Teresa Wright per Mrs. Miniver com a Carol Beldon - Gladys Cooper per Now, Voyager com a Mrs. Windle Vale - Agnes Moorehead per Els magnífics Amberson com a Fanny - Susan Peters per Random Harvest com a Kitty Chilcet - May Whitty per Mrs. Miniver com a Lady Beldon |
| Millor guió original | Millor guió adaptat |
| - Michael Kanin i Ring Lardner, Jr. per Woman of the Year - W. R. Burnett i Frank Butler per Wake Island - Frank Butler i Don Hartman per Road to Morocco - George Oppenheimer per The War Against Mrs. Hadley - Michael Powell i Emeric Pressburger per One of Our Aircraft Is Missing | - George Froeschel, James Hilton, Claudine West i Arthur Wimperis per Mrs. Miniver (sobre hist. de Jan Struther) - Rodney Ackland i Emeric Pressburger per 49th Parallel (sobre hist. d'E. Pressburger) - Herman J. Mankiewicz i Jo Swerling per L'orgull dels ianquis (sobre hist. de Paul Gallico) - George Froeschel, Claudine West i Arthur Wimperis per Random Harvest (sobre hist. de James Hilton) - Sidney Buchman i Irwin Shaw per The Talk of the Town (sobre hist. de S. Harmon) |
| Millor història | Millor documental |
| - Emeric Pressburger per 49th Parallel - Irving Berlin per Holiday Inn - Robert Buckner per Yankee Doodle Dandy - Paul Gallico per The Pride of the Yankees - Sidney Harmon per The Talk of the Town | - The Battle of Midway de John Ford - Kokoda Front Line! de Ken G. Hall - Moscow Strikes Back de Leonid Varlamov i Ilya Kopalin - Prelude to War de Frank Capra - Africa, Prelude to Victory - Combat Report - Conquer by the Clock - The Grain That Built a Hemisphere - Henry Browne, Farmer - High Over the Borders - High Stakes in the East - Inside Fighting China - [It's Everybody's War - Listen to Britain - Little Belgium - Little Isles of Freedom - Mr. Blabbermouth! - Mr. Gardenia Jones - The New Spirit - The Price of Victory - A Ship Is Born - Twenty-One Miles - We Refuse to Die - White Eagle - Winning Your Wings |
| Millor banda sonora - Dramàtica | Millor banda sonora - Musical |
| - Max Steiner per Now, Voyager - Frank Churchill i Edward Plumb per Bambi - Richard Hageman per The Shanghai Gesture - Leigh Harline per L'orgull dels ianquis - Werner Heymann per Ser o no ser - Frederick Hollander i Morris Stoloff per The Talk of the Town - Edward Kay per Klondike Fury - Alfred Newman per The Black Swan - Miklos Rozsa per El llibre de la selva - Frank Skinner per Arabian Nights - Herbert Stothart per Random Harvest - Max Terr per La quimera de l'or - Dimitri Tiomkin per The Corsican Brothers - Roy Webb per M'he casat amb una bruixa - Roy Webb per Joana de París - Victor Young per Flying Tigers - Victor Young per Silver Queen - Victor Young per Take a Letter, Darling | - Ray Heindorf i Heinz Roemheld per Yankee Doodle Dandy - Roger Edens i Georgie Stoll per Per mi i la meva noia - Robert Emmett Dolan per Holiday Inn - Leigh Harline per You Were Never Lovelier - Alfred Newman per My Gal Sal - Charles Previn i Hans Salter per It Started With Eve - Walter Scharf per Johnny Doughboy - Edward Ward per Flying With Music |
| Millor cançó original | Millor so |
| - Irving Berlin (música i lletra) per Holiday Inn ("White Christmas") - Ernesto Lecuona (música); Kim Gannon (lletra) per Always in My Heart ("Always in My Heart") - Jerome Kern (música); Johnny Mercer (lletra) per You Were Never Lovelier ("Dearly Beloved") - Burton Lane (música); Ralph Freed (lletra) per Babes on Broadway ("How About You?") - Jule Styne (música); Sammy Cahn (lletra) per Youth on Parade ("It Seems I Heard That Song Before") - Harry Warren (música); Mack Gordon (lletra) per Orchestra Wives ("I've Got a Gal in Kalamazoo") - Frank Churchill (música); Larry Morey (lletra) per Bambi ("Love Is a Song") - Edward Ward (música); Chet Forrest i Bob Wright (lletra) per Flying With Music ("Pennies for Peppino") - Gene de Paul (música); Don Raye (lletra) per Hellzapoppin ("Pig Foot Pete") - Harry Revel (música); Mort Greene (lletra) per The Mayor of 44th Street ("There's a Breeze on Lake Louise") | - Nathan Levinson per Yankee Doodle Dandy - John Livadary per You Were Never Lovelier - Douglas Shearer per Mrs. Miniver - Loren Ryder per Road to Morocco - James L. Fields per La quimera de l'or - Daniel Bloomberg per Flying Tigers - Steve Dunn per Lluna de mel - Thomas T. Moulton per L'orgull dels ianquis - Jack Whitney per Enemics amistosos - E. H. Hansen per This Above All - Bernard B. Brown per Arabian Nights - Sam Slyfield per Bambi |
| Millor direcció artística - Blanc i Negre | Millor direcció artística - Color |
| - Richard Day i Joseph C. Wright; Thomas Little per This Above All - Lionel Banks i Rudolph Sternad; Fay Babcock per The Talk of the Town - Ralph Berger; Emile Kuri per Silver Queen - Albert S. D'Agostino; Al Fields i Darrell Silvera per Els magnífics Amberson - Hans Dreier i Roland Anderson; Sam Comer per Take a Letter, Darling - Perry Ferguson; Howard Bristol per L'orgull dels ianquis - Cedric Gibbons i Randall Duell; Edwin B. Willis i Jack Moore per Random Harvest - John B. Goodman i Jack Otterson; Russell A. Gausman i Boris Leven per The Shanghai Gesture - Max Parker i Mark-Lee Kirk; Casey Roberts per George Washington Slept Here - Edward R. Robinson per The Spoilers | - Richard Day i Joseph C. Wright; Thomas Little per My Gal Sal - Hans Dreier i Roland Anderson; George Sawley per Reap the Wild Wind - Alexander Golitzen i Jack Otterson; Russell A. Gausman i Ira S. Webb per Arabian Nights - Vincent Korda; Julia Heron per El llibre de la selva - Ted Smith; Casey Roberts per Captains of the Clouds |
| Millor fotografia - Blanc i Negre | Millor fotografia - Color |
| - Joseph Ruttenberg per Mrs. Miniver - Charles G. Clarke per Moontide - Stanley Cortez per Els magnífics Amberson - Edward Cronjager per The Pied Piper - James Wong Howe per Kings Row - Rudolph Maté per L'orgull dels ianquis - John Mescall per Take a Letter, Darling - Arthur C. Miller per This Above All - Leon Shamroy per Ten Gentlemen from West Point - Ted Tetzlaff per The Talk of the Town | - Leon Shamroy per The Black Swan - Edward Cronjager i William V. Skall per To the Shores of Tripoli - W. Howard Greene per El llibre de la selva - Milton Krasner, William V. Skall i W. Howard Greene per Arabian Nights - Victor Milner i William V. Skall per Reap the Wild Wind - Sol Polito per Captains of the Clouds |
| Millor muntatge | Millors efectes especials |
| - Daniel Mandell per L'orgull dels ianquis - George Amy per Yankee Doodle Dandy - Harold F. Kress per Mrs. Miniver - Otto Meyer per The Talk of the Town - Walter A. Thompson per This Above All | - Farciot Edouart, Gordon Jennings i William L. Pereira (fotografia); Louis Mesenkop (so) per Reap the Wild Wind - Lawrence W. Butler (fotografia); William H. Wilmarth (so) per El llibre de la selva - Jack Cosgrove i Ray Binger (fotografia); Thomas T. Moulton (so) per L'orgull dels ianquis - John P. Fulton (fotografia); Bernard B. Brown (so) per Invisible Agent - A. Arnold Gillespie i Warren Newcombe (fotografia); Douglas Shearer (so) per Mrs. Miniver - Byron Haskin (fotografia); Nathan Levinson (so) per Un viatge temerari - Howard Lydecker (fotografia); Daniel J. Bloomberg (so) per Flying Tigers - Ronald Neame (fotografia); C. C. Stevens (so) per One of Our Aircraft is Missing - Fred Sersen (fotografia); Roger Heman Sr. i George Leverett (so) per The Black Swan - Vernon L. Walker (fotografia); James G. Stewart (so) per The Navy Comes Through |
| Millor curtmetratge, un carret | Millor curtmetratge, dos carrets |
| - Speaking of Animals and Their Families de Robert Carlisle i Jerry Fairbanks - Desert Wonderland de Russ Shields i Jack Kuhne - Marines in the Making de Herbert Polesie - United States Marine Band de Jean Negulesco | - Beyond the Line of Duty de Lewis Seiler - Don't Talk de Joseph M. Newman - Private Smith of the U.S.A. de Harry W. Smith |
| Millor curtmetratge d'animació | |
| - Der Fuehrer's Face de Walt Disney - All Out for V de Paul Terry - Blitz Wolf de Fred Quimby - Juke Box Jamboree de Walter Lantz - Pigs in a Polka de Leon Schlesinger - Tulips Shall Grow de George Pal | |

## Oscar Honorífic
- Charles Boyer – per la seva aportació cultural establint la French Research Foundation a Los Angeles com a font de referència per la indústria del cinema de Hollywood. [certificat de mèrit]
- Noël Coward – per la seva producció excepcional a Sang, suor i llàgrimes. [certificat de mèrit]
- Metro-Goldwyn-Mayer (MGM) – per a la seva contribució representant l'American Way of Life en la producció de la sèrie de pel·lícules "Andy Hard". [certificat de mèrit]

## Premi Irving G. Thalberg
- Sidney Franklin

## Múltiples nominacions i premis
| Les següents pel·lícules van rebre diverses nominacions: - 12 nominacions: Mrs. Miniver - 11 nominacions: L'orgull dels ianquis - 8 nominacions: Yankee Doodle Dandy - 7 nominacions: Random Harvest i The Talk of the Town - 4 nominacions: Arabian Nights, El llibre de la selva, Els magnífics Amberson, This Above All i Wake Island - 3 nominacions: Bambi, The Black Swan, Flying Tigers, Holiday Inn, 49th parallel, Kings Row, Now, Voyager, The Pied Piper, Reap the Wild Wind, Take a Letter, Darling i You Were Never Lovelier - 2 nominacions: Captains of the Clouds, Flying With Music, La quimera de l'or, My Gal Sal, One of Our Aircraft is Missing, Road to Morocco, The Shanghai Gesture, Silver Queen i Woman of the Year | Les següents pel·lícules van rebre més d'un premi: - 6 premis: Mrs. Miniver - 3 premis: Yankee Doodle Dandy |